# Случајни сведок
Случајни сведок (енгл. Domestic Disturbance) је филмски трилер из 2001. године. Режију је водио Харолд Бекер а главну улогу заузима Џон Траволта.

## Радња
Френк Морисон је лечени алкохоличар, који се бори за спас породичног посла у бродоградилишту, који је започео још његов прадеда. Френк је разведен од супруге Сузан, која жели да се удаје за богатог и шармантног индустријалца Рика Барнса. Заједнички син Френка и Сузана, Дени, не мисли пуно о Рику и жели да поврати стање пре раскида родитеља. Од развода пре две године, Дени је неколико пута завршио у полицијску станицу због разних ребелских акција, где су га родитељи морали покупити.
Рик, који покушава да сакрије своју злочиначку прошлост, изненађен је што му се на венчању појавио његов бивши саучесник Реј Колмен, који захтева свој удео у недавном почињеном злочину. Рик му каже да му треба времена за то и смешта га у локални мотел.
У ноћи када је Сузан открила да је од Рика трудна, Дени се очајнички ушуљао у Риков аутомобил и сакрио се у задњем седишту како би се приближио његовом оцу. Рик је телефонирао Реју да ће му дати новац и одвести га до аеродрома. Уместо да иде на аеродром, Рик се вози до циглане и тврди да се изгубио. Пита Реја да потражи мапу на задњем седишту. У тренутку када Реј примети дечака, Рик га убоде с'ножем у леђа. Спалио је тело укључујући и пртљаг у пећници, а да није знао да га Дени све време посматра.
У полицијској станици нико не верује Дениу осим његов отац, а верује се да је случај још једна лаж дечака. Рик ужива репутацију угледног човека у заједници док Дени важи за дечака са бујном маштом. Френк, који не жели оставити сина са осумњиченом убицом, жели да врати Дениа код себе кући, што његова бивша супруга строго одбија. Спор о старатељству завршава на суду. Ноћ пре суђења, Дениу прети Рик да не испрића истину и да се одлучи да остане са мајком и Риком, јер се у супротно нешто може догодити његовом оцу. Дени, који се плаши за свог оца, тада лаже у судници, након чега његов отац реагује у шоку и осећа да му је син лагао због убиства. Дени је такође избегао контакт са оцем следећих дана због страха од Рика.
Након што Дени оцу исприча да му Рик прети, Френк претражује све мотеле како би открио нешто о Реју Колмену, којег је упознао на венчању. Наиђе на проститутку са којом је Реј имао много посла, сазнаје преко ње да је Реј био обожаватељ кошаркашке екипе из Чикага и на тај начин закључује његово порекло. Кроз ове информације Френк на интернету сазнаје да се Рик заправо зове Џек и да су заједно с Рејом и још двојицом мушкараца оптужени за пљачку и покушај убиства, а једини није осуђен. Френк одмах те податке шаље полицији. Одмах након тога, Рик, који је постао свестан за Френково истраживање, долази до бродоградилишта, туче га у несвест и запаљује Френкову кућу. Пошто је на Риковој руци било мало бензина, приликом паљења куће, он сноси повреду опекотина. Долазећи кући, Сусан види  да Рик себи дезинфикује руку. Претходно је из вестима сазнала да Френково бродоградилиште гори и Дени је њој исприћао о Риковој претњи. Кад он изађе из купатила, она каже Рику да жели да оде с Дениом до Френкове куће да провери стање, бринући се за Френка. Френк се може спасити и покуша да позове Сузану и Дениа. Кад Рик подигне телефон и види Френков број, он следи Сузану и Дениа у гаражу, извлачи Сузану из аутомобила и избацује је тако да она изгуби дете. Веже дечака и баци га на задње седиште. Френк се појављује пре него што Рик може да крене возилом. Долази до убиствене борбе у којој Френк пада на земљу. Дени, који се може ослободити, гура Рика према осигурачима, узрокујући да Рик умире од струјног удара.

## Улоге
| Глумац             | Улога         |
| ------------------ | ------------- |
| Џон Траволта       | Френк Морисон |
| Винс Вон           | Рик Барнес    |
| Тери Поло          | Сузан Морисон |
| Метју Џозеф О'Лери | Дени Морисон  |
| Стив Бусеми        | Реј Колмен    |